# Geologiedatengesetz
Das Geologiedatengesetz (GeolDG) dient der Sicherung und der öffentlichen Bereitstellung geologischer Daten für alle geologischen Aufgaben in Deutschland. Es löste das Lagerstättengesetz ab. Das Gesetz erstreckt sich auch auf umfassende Altdatenbestände kommerziell erhobener geologischer Daten.